# Tour of Taihu Lake 2023
Tour of Taihu Lake 2023 var den 11. udgave af det kinesiske etapeløb Tour of Taihu Lake. Cykelløbets fire etaper blev kørt fra 14. til 17. september 2023. Løbet var en del af UCI ProSeries 2023. Den oprindelige 11. udgave blev i perioden 2020-2022 aflyst på grund af coronaviruspandemien.
Den samlede vinder af løbet blev newzealandske George Jackson fra Bolton Equities Black Spoke Pro Cycling.

## Etaperne
| Etape    | Dato     | Start – Mål       | type       | Afstand (km) | Elevation (m) | Etapevinder       | Førende rytter    |
| -------- | -------- | ----------------- | ---------- | ------------ | ------------- | ----------------- | ----------------- |
| 1. etape | 14. sep. | Wuxi – Wuxi       | flad etape | 88,8         | 393 m         | Enrico Zanoncello | Enrico Zanoncello |
| 2. etape | 15. sep. | Kunshan – Kunshan | flad etape | 127,6        | 81 m          | Jarne Van De Paar | Enrico Zanoncello |
| 3. etape | 16. sep. | Wujiang – Wujiang | flad etape | 116,8        | 118 m         | George Jackson    | George Jackson    |
| 4. etape | 17. sep. | Gaochun – Gaochun | flad etape | 72,44        | 606 m         | George Jackson    | George Jackson    |

### 1. etape
| Wuxi - Wuxi | flad etape | (88,8 km) |

| \| Etaperesultat \| Etaperesultat \| Etaperesultat \| Etaperesultat \| Etaperesultat \| \| Rytter \| Rytter \| Hold \| Tid \| \| \| ------------- \| ---------------------- \| --------------------------------------- \| ------------- \| ------------- \| \| 1. \| Enrico Zanoncello \| Green Project-Bardiani CSF-Faizanè \| 1t 46' 24" \| \| \| 2. \| Lorenzo Conforti \| Green Project-Bardiani CSF-Faizanè \| + 0" \| \| \| 3. \| Jarne Van De Paar \| Lotto Dstny \| + 0" \| \| \| 4. \| Attilio Viviani \| Team Corratec-Selle Italia \| + 0" \| \| \| 5. \| Miguel Ángel Fernández \| Burgos-BH \| + 0" \| \| \| 6. \| Māris Bogdanovičs \| Hengxiang Cycling Team \| + 0" \| \| \| 7. \| Matthew Bostock \| Bolton Equities Black Spoke Pro Cycling \| + 0" \| \| \| 8. \| Sarawut Sirironnachai \| Thailand \| + 0" \| \| \| 9. \| George Jackson \| Bolton Equities Black Spoke Pro Cycling \| + 0" \| \| \| 10. \| Jesper Rasch \| À Bloc CT \| + 0" \| \| |                        |                                         |            |
| |                        |                                         |            |
| Kilde: ProCyclingStats |                        |                                         |            |
| Etaperesultat |                        |                                         |            |
| Rytter | Rytter                 | Hold                                    | Tid        |
| 1. | Enrico Zanoncello      | Green Project-Bardiani CSF-Faizanè      | 1t 46' 24" |
| 2. | Lorenzo Conforti       | Green Project-Bardiani CSF-Faizanè      | + 0"       |
| 3. | Jarne Van De Paar      | Lotto Dstny                             | + 0"       |
| 4. | Attilio Viviani        | Team Corratec-Selle Italia              | + 0"       |
| 5. | Miguel Ángel Fernández | Burgos-BH                               | + 0"       |
| 6. | Māris Bogdanovičs      | Hengxiang Cycling Team                  | + 0"       |
| 7. | Matthew Bostock        | Bolton Equities Black Spoke Pro Cycling | + 0"       |
| 8. | Sarawut Sirironnachai  | Thailand                                | + 0"       |
| 9. | George Jackson         | Bolton Equities Black Spoke Pro Cycling | + 0"       |
| 10. | Jesper Rasch           | À Bloc CT                               | + 0"       |

| \| Samlede stilling \| Samlede stilling \| Samlede stilling \| Samlede stilling \| Samlede stilling \| \| Rytter \| Rytter \| Hold \| Tid \| \| \| ---------------- \| ---------------------- \| --------------------------------------- \| ---------------- \| ---------------- \| \| 1. \| Enrico Zanoncello \| Green Project-Bardiani CSF-Faizanè \| 1t 46' 13" \| \| \| 2. \| Lorenzo Conforti \| Green Project-Bardiani CSF-Faizanè \| + 5" \| \| \| 3. \| Jarne Van De Paar \| Lotto Dstny \| + 7" \| \| \| 4. \| George Jackson \| Bolton Equities Black Spoke Pro Cycling \| + 8" \| \| \| 5. \| Norbert Banaszek \| HRE Mazowsze Serce Polski \| + 8" \| \| \| 6. \| Matthew Bostock \| Bolton Equities Black Spoke Pro Cycling \| + 9" \| \| \| 7. \| Michael Schwarzmann \| Lotto Dstny \| + 9" \| \| \| 8. \| Luke Verburg \| À Bloc CT \| + 10" \| \| \| 9. \| Attilio Viviani \| Team Corratec-Selle Italia \| + 11" \| \| \| 10. \| Miguel Ángel Fernández \| Burgos-BH \| + 11" \| \| |                        |                                         |            |
| |                        |                                         |            |
| Kilde: ProCyclingStats |                        |                                         |            |
| Samlede stilling |                        |                                         |            |
| Rytter | Rytter                 | Hold                                    | Tid        |
| 1. | Enrico Zanoncello      | Green Project-Bardiani CSF-Faizanè      | 1t 46' 13" |
| 2. | Lorenzo Conforti       | Green Project-Bardiani CSF-Faizanè      | + 5"       |
| 3. | Jarne Van De Paar      | Lotto Dstny                             | + 7"       |
| 4. | George Jackson         | Bolton Equities Black Spoke Pro Cycling | + 8"       |
| 5. | Norbert Banaszek       | HRE Mazowsze Serce Polski               | + 8"       |
| 6. | Matthew Bostock        | Bolton Equities Black Spoke Pro Cycling | + 9"       |
| 7. | Michael Schwarzmann    | Lotto Dstny                             | + 9"       |
| 8. | Luke Verburg           | À Bloc CT                               | + 10"      |
| 9. | Attilio Viviani        | Team Corratec-Selle Italia              | + 11"      |
| 10. | Miguel Ángel Fernández | Burgos-BH                               | + 11"      |

### 2. etape
| Kunshan - Kunshan | flad etape | (127,6 km) |

| \| Etaperesultat \| Etaperesultat \| Etaperesultat \| Etaperesultat \| Etaperesultat \| \| Rytter \| Rytter \| Hold \| Tid \| \| \| ------------- \| ---------------------- \| --------------------------------------- \| ------------- \| ------------- \| \| 1. \| Jarne Van De Paar \| Lotto Dstny \| 2t 38' 52" \| \| \| 2. \| George Jackson \| Bolton Equities Black Spoke Pro Cycling \| + 0" \| \| \| 3. \| Enrico Zanoncello \| Green Project-Bardiani CSF-Faizanè \| + 0" \| \| \| 4. \| Miguel Ángel Fernández \| Burgos-BH \| + 0" \| \| \| 5. \| Lucas Carstensen \| Roojai Online Insurance \| + 0" \| \| \| 6. \| Norbert Banaszek \| HRE Mazowsze Serce Polski \| + 0" \| \| \| 7. \| Julien Trarieux \| China Glory Continental Cycling Team \| + 0" \| \| \| 8. \| Luke Mudgway \| Bolton Equities Black Spoke Pro Cycling \| + 0" \| \| \| 9. \| Jesper Rasch \| À Bloc CT \| + 0" \| \| \| 10. \| Attilio Viviani \| Team Corratec-Selle Italia \| + 0" \| \| |                        |                                         |            |
| |                        |                                         |            |
| Kilde: ProCyclingStats |                        |                                         |            |
| Etaperesultat |                        |                                         |            |
| Rytter | Rytter                 | Hold                                    | Tid        |
| 1. | Jarne Van De Paar      | Lotto Dstny                             | 2t 38' 52" |
| 2. | George Jackson         | Bolton Equities Black Spoke Pro Cycling | + 0"       |
| 3. | Enrico Zanoncello      | Green Project-Bardiani CSF-Faizanè      | + 0"       |
| 4. | Miguel Ángel Fernández | Burgos-BH                               | + 0"       |
| 5. | Lucas Carstensen       | Roojai Online Insurance                 | + 0"       |
| 6. | Norbert Banaszek       | HRE Mazowsze Serce Polski               | + 0"       |
| 7. | Julien Trarieux        | China Glory Continental Cycling Team    | + 0"       |
| 8. | Luke Mudgway           | Bolton Equities Black Spoke Pro Cycling | + 0"       |
| 9. | Jesper Rasch           | À Bloc CT                               | + 0"       |
| 10. | Attilio Viviani        | Team Corratec-Selle Italia              | + 0"       |

| \| Samlede stilling \| Samlede stilling \| Samlede stilling \| Samlede stilling \| Samlede stilling \| \| Rytter \| Rytter \| Hold \| Tid \| \| \| ---------------- \| ---------------------- \| --------------------------------------- \| ---------------- \| ---------------- \| \| 1. \| Enrico Zanoncello \| Green Project-Bardiani CSF-Faizanè \| 4t 24' 59" \| \| \| 2. \| Jarne Van De Paar \| Lotto Dstny \| + 3" \| \| \| 3. \| George Jackson \| Bolton Equities Black Spoke Pro Cycling \| + 8" \| \| \| 4. \| Lorenzo Conforti \| Green Project-Bardiani CSF-Faizanè \| + 11" \| \| \| 5. \| Matthew Bostock \| Bolton Equities Black Spoke Pro Cycling \| + 11" \| \| \| 6. \| Polychrónis Tzortzákis \| Roojai Online Insurance \| + 13" \| \| \| 7. \| Norbert Banaszek \| HRE Mazowsze Serce Polski \| + 14" \| \| \| 8. \| Lucas Carstensen \| Roojai Online Insurance \| + 14" \| \| \| 9. \| Liam Slock \| Lotto Dstny \| + 15" \| \| \| 10. \| Michael Schwarzmann \| Lotto Dstny \| + 15" \| \| |                        |                                         |            |
| |                        |                                         |            |
| Kilde: ProCyclingStats |                        |                                         |            |
| Samlede stilling |                        |                                         |            |
| Rytter | Rytter                 | Hold                                    | Tid        |
| 1. | Enrico Zanoncello      | Green Project-Bardiani CSF-Faizanè      | 4t 24' 59" |
| 2. | Jarne Van De Paar      | Lotto Dstny                             | + 3"       |
| 3. | George Jackson         | Bolton Equities Black Spoke Pro Cycling | + 8"       |
| 4. | Lorenzo Conforti       | Green Project-Bardiani CSF-Faizanè      | + 11"      |
| 5. | Matthew Bostock        | Bolton Equities Black Spoke Pro Cycling | + 11"      |
| 6. | Polychrónis Tzortzákis | Roojai Online Insurance                 | + 13"      |
| 7. | Norbert Banaszek       | HRE Mazowsze Serce Polski               | + 14"      |
| 8. | Lucas Carstensen       | Roojai Online Insurance                 | + 14"      |
| 9. | Liam Slock             | Lotto Dstny                             | + 15"      |
| 10. | Michael Schwarzmann    | Lotto Dstny                             | + 15"      |

### 3. etape
| Wujiang - Wujiang | flad etape | (116,8 km) |

| \| Etaperesultat \| Etaperesultat \| Etaperesultat \| Etaperesultat \| Etaperesultat \| \| Rytter \| Rytter \| Hold \| Tid \| \| \| ------------- \| ----------------- \| --------------------------------------- \| ------------- \| ------------- \| \| 1. \| George Jackson \| Bolton Equities Black Spoke Pro Cycling \| 2t 24' 43" \| \| \| 2. \| Jesper Rasch \| À Bloc CT \| + 0" \| \| \| 3. \| Jarne Van De Paar \| Lotto Dstny \| + 0" \| \| \| 4. \| Sebastián Mora \| Burgos-BH \| + 0" \| \| \| 5. \| Attilio Viviani \| Team Corratec-Selle Italia \| + 0" \| \| \| 6. \| Norbert Banaszek \| HRE Mazowsze Serce Polski \| + 0" \| \| \| 7. \| Davide Gabburo \| Green Project-Bardiani CSF-Faizanè \| + 0" \| \| \| 8. \| Māris Bogdanovičs \| Hengxiang Cycling Team \| + 0" \| \| \| 9. \| Lorenzo Conforti \| Green Project-Bardiani CSF-Faizanè \| + 0" \| \| \| 10. \| Zhi Hui Jiang \| Li Ning Star \| + 0" \| \| |                   |                                         |            |
| |                   |                                         |            |
| Kilde: ProCyclingStats |                   |                                         |            |
| Etaperesultat |                   |                                         |            |
| Rytter | Rytter            | Hold                                    | Tid        |
| 1. | George Jackson    | Bolton Equities Black Spoke Pro Cycling | 2t 24' 43" |
| 2. | Jesper Rasch      | À Bloc CT                               | + 0"       |
| 3. | Jarne Van De Paar | Lotto Dstny                             | + 0"       |
| 4. | Sebastián Mora    | Burgos-BH                               | + 0"       |
| 5. | Attilio Viviani   | Team Corratec-Selle Italia              | + 0"       |
| 6. | Norbert Banaszek  | HRE Mazowsze Serce Polski               | + 0"       |
| 7. | Davide Gabburo    | Green Project-Bardiani CSF-Faizanè      | + 0"       |
| 8. | Māris Bogdanovičs | Hengxiang Cycling Team                  | + 0"       |
| 9. | Lorenzo Conforti  | Green Project-Bardiani CSF-Faizanè      | + 0"       |
| 10. | Zhi Hui Jiang     | Li Ning Star                            | + 0"       |

| \| Samlede stilling \| Samlede stilling \| Samlede stilling \| Samlede stilling \| Samlede stilling \| \| Rytter \| Rytter \| Hold \| Tid \| \| \| ---------------- \| ---------------------- \| --------------------------------------- \| ---------------- \| ---------------- \| \| 1. \| George Jackson \| Bolton Equities Black Spoke Pro Cycling \| 6t 49' 39" \| \| \| 2. \| Enrico Zanoncello \| Green Project-Bardiani CSF-Faizanè \| + 1" \| \| \| 3. \| Jarne Van De Paar \| Lotto Dstny \| + 2" \| \| \| 4. \| Matthew Bostock \| Bolton Equities Black Spoke Pro Cycling \| + 11" \| \| \| 5. \| Jesper Rasch \| À Bloc CT \| + 14" \| \| \| 6. \| Norbert Banaszek \| HRE Mazowsze Serce Polski \| + 14" \| \| \| 7. \| Lorenzo Conforti \| Green Project-Bardiani CSF-Faizanè \| + 14" \| \| \| 8. \| Polychrónis Tzortzákis \| Roojai Online Insurance \| + 16" \| \| \| 9. \| Lucas Carstensen \| Roojai Online Insurance \| + 17" \| \| \| 10. \| Tobiasz Pawlak \| HRE Mazowsze Serce Polski \| + 18" \| \| |                        |                                         |            |
| |                        |                                         |            |
| Kilde: ProCyclingStats |                        |                                         |            |
| Samlede stilling |                        |                                         |            |
| Rytter | Rytter                 | Hold                                    | Tid        |
| 1. | George Jackson         | Bolton Equities Black Spoke Pro Cycling | 6t 49' 39" |
| 2. | Enrico Zanoncello      | Green Project-Bardiani CSF-Faizanè      | + 1"       |
| 3. | Jarne Van De Paar      | Lotto Dstny                             | + 2"       |
| 4. | Matthew Bostock        | Bolton Equities Black Spoke Pro Cycling | + 11"      |
| 5. | Jesper Rasch           | À Bloc CT                               | + 14"      |
| 6. | Norbert Banaszek       | HRE Mazowsze Serce Polski               | + 14"      |
| 7. | Lorenzo Conforti       | Green Project-Bardiani CSF-Faizanè      | + 14"      |
| 8. | Polychrónis Tzortzákis | Roojai Online Insurance                 | + 16"      |
| 9. | Lucas Carstensen       | Roojai Online Insurance                 | + 17"      |
| 10. | Tobiasz Pawlak         | HRE Mazowsze Serce Polski               | + 18"      |

### 4. etape
| Gaochun - Gaochun | flad etape | (72,44 km) |

| \| Etaperesultat \| Etaperesultat \| Etaperesultat \| Etaperesultat \| Etaperesultat \| \| Rytter \| Rytter \| Hold \| Tid \| \| \| ------------- \| ---------------------- \| ------------------------------------------------- \| ------------- \| ------------- \| \| 1. \| George Jackson \| Bolton Equities Black Spoke Pro Cycling \| 1t 38' 07" \| \| \| 2. \| Lucas Carstensen \| Roojai Online Insurance \| + 0" \| \| \| 3. \| Norbert Banaszek \| HRE Mazowsze Serce Polski \| + 0" \| \| \| 4. \| Jarne Van De Paar \| Lotto Dstny \| + 0" \| \| \| 5. \| Nicolas Dalla Valle \| Team Corratec-Selle Italia \| + 0" \| \| \| 6. \| Miguel Ángel Fernández \| Burgos-BH \| + 0" \| \| \| 7. \| Enrico Zanoncello \| Green Project-Bardiani CSF-Faizanè \| + 0" \| \| \| 8. \| Tomasz Budziński \| HRE Mazowsze Serce Polski \| + 0" \| \| \| 9. \| Li Shuai \| Pingtan International Tourism Island Cycling Team \| + 0" \| \| \| 10. \| Zhi Hui Jiang \| Li Ning Star \| + 0" \| \| |                        |                                                   |            |
| |                        |                                                   |            |
| Kilde: ProCyclingStats |                        |                                                   |            |
| Etaperesultat |                        |                                                   |            |
| Rytter | Rytter                 | Hold                                              | Tid        |
| 1. | George Jackson         | Bolton Equities Black Spoke Pro Cycling           | 1t 38' 07" |
| 2. | Lucas Carstensen       | Roojai Online Insurance                           | + 0"       |
| 3. | Norbert Banaszek       | HRE Mazowsze Serce Polski                         | + 0"       |
| 4. | Jarne Van De Paar      | Lotto Dstny                                       | + 0"       |
| 5. | Nicolas Dalla Valle    | Team Corratec-Selle Italia                        | + 0"       |
| 6. | Miguel Ángel Fernández | Burgos-BH                                         | + 0"       |
| 7. | Enrico Zanoncello      | Green Project-Bardiani CSF-Faizanè                | + 0"       |
| 8. | Tomasz Budziński       | HRE Mazowsze Serce Polski                         | + 0"       |
| 9. | Li Shuai               | Pingtan International Tourism Island Cycling Team | + 0"       |
| 10. | Zhi Hui Jiang          | Li Ning Star                                      | + 0"       |

## Resultater

### Samlede stilling
| \| Samlede stilling \| Samlede stilling \| Samlede stilling \| Samlede stilling \| Samlede stilling \| \| Rytter \| Rytter \| Hold \| Tid \| \| \| ---------------- \| ---------------------- \| --------------------------------------- \| ---------------- \| ---------------- \| \| 1. \| George Jackson \| Bolton Equities Black Spoke Pro Cycling \| 8t 27' 36" \| \| \| 2. \| Enrico Zanoncello \| Green Project-Bardiani CSF-Faizanè \| + 11" \| \| \| 3. \| Jarne Van De Paar \| Lotto Dstny \| + 12" \| \| \| 4. \| Norbert Banaszek \| HRE Mazowsze Serce Polski \| + 20" \| \| \| 5. \| Matthew Bostock \| Bolton Equities Black Spoke Pro Cycling \| + 20" \| \| \| 6. \| Lucas Carstensen \| Roojai Online Insurance \| + 21" \| \| \| 7. \| Jesper Rasch \| À Bloc CT \| + 24" \| \| \| 8. \| Lorenzo Conforti \| Green Project-Bardiani CSF-Faizanè \| + 24" \| \| \| 9. \| Polychrónis Tzortzákis \| Roojai Online Insurance \| + 26" \| \| \| 10. \| Lucas De Rossi \| China Glory Continental Cycling Team \| + 27" \| \| |                        |                                         |            |
| |                        |                                         |            |
| Kilde: ProCyclingStats |                        |                                         |            |
| Samlede stilling |                        |                                         |            |
| Rytter | Rytter                 | Hold                                    | Tid        |
| 1. | George Jackson         | Bolton Equities Black Spoke Pro Cycling | 8t 27' 36" |
| 2. | Enrico Zanoncello      | Green Project-Bardiani CSF-Faizanè      | + 11"      |
| 3. | Jarne Van De Paar      | Lotto Dstny                             | + 12"      |
| 4. | Norbert Banaszek       | HRE Mazowsze Serce Polski               | + 20"      |
| 5. | Matthew Bostock        | Bolton Equities Black Spoke Pro Cycling | + 20"      |
| 6. | Lucas Carstensen       | Roojai Online Insurance                 | + 21"      |
| 7. | Jesper Rasch           | À Bloc CT                               | + 24"      |
| 8. | Lorenzo Conforti       | Green Project-Bardiani CSF-Faizanè      | + 24"      |
| 9. | Polychrónis Tzortzákis | Roojai Online Insurance                 | + 26"      |
| 10. | Lucas De Rossi         | China Glory Continental Cycling Team    | + 27"      |

### Pointkonkurrencen
| Pointkonkurrence | Pointkonkurrence       | Pointkonkurrence                        | Pointkonkurrence | Pointkonkurrence |
| Rytter           | Rytter                 | Hold                                    | Point            |                  |
| ---------------- | ---------------------- | --------------------------------------- | ---------------- | ---------------- |
| 1.               | George Jackson         | Bolton Equities Black Spoke Pro Cycling | 48 point         |                  |
| 2.               | Jarne Van De Paar      | Lotto Dstny                             | 42 point         |                  |
| 3.               | Enrico Zanoncello      | Green Project-Bardiani CSF-Faizanè      | 35 point         |                  |
| 4.               | Norbert Banaszek       | HRE Mazowsze Serce Polski               | 30 point         |                  |
| 5.               | Lucas Carstensen       | Roojai Online Insurance                 | 23 point         |                  |
| 6.               | Matthew Bostock        | Bolton Equities Black Spoke Pro Cycling | 19 point         |                  |
| 7.               | Miguel Ángel Fernández | Burgos-BH                               | 19 point         |                  |
| 8.               | Jesper Rasch           | À Bloc CT                               | 15 point         |                  |
| 9.               | Attilio Viviani        | Team Corratec-Selle Italia              | 15 point         |                  |
| 10.              | Lorenzo Conforti       | Green Project-Bardiani CSF-Faizanè      | 14 point         |                  |

### Ungdomskonkurrencen
| Ungdomskonkurrence | Ungdomskonkurrence | Ungdomskonkurrence                                | Ungdomskonkurrence | Ungdomskonkurrence |
| Rytter             | Rytter             | Hold                                              | Tid                |                    |
| ------------------ | ------------------ | ------------------------------------------------- | ------------------ | ------------------ |
| 1.                 | George Jackson     | Bolton Equities Black Spoke Pro Cycling           | 8t 27' 36"         |                    |
| 2.                 | Jarne Van De Paar  | Lotto Dstny                                       | + 12"              |                    |
| 3.                 | Lorenzo Conforti   | Green Project-Bardiani CSF-Faizanè                | + 24"              |                    |
| 4.                 | Liam Slock         | Lotto Dstny                                       | + 28"              |                    |
| 5.                 | Hu Haijie          | Kina                                              | + 30"              |                    |
| 6.                 | Milan Paulus       | Lotto Dstny                                       | + 30"              |                    |
| 7.                 | Arttasorn Pansaard | Roojai Online Insurance                           | + 30"              |                    |
| 8.                 | Yu Yuanfeng        | Pingtan International Tourism Island Cycling Team | + 30"              |                    |
| 9.                 | Niu Gaoshang       | Bodywrap LTwoo Cycling Team                       | + 30"              |                    |
| 10.                | Noppachai Klahan   | Thailand                                          | + 30"              |                    |

### Holdkonkurrencen
| Holdkonkurrence | Holdkonkurrence                                   | Holdkonkurrence | Holdkonkurrence |
| Hold            | Hold                                              | Tid             |                 |
| --------------- | ------------------------------------------------- | --------------- | --------------- |
| 1.              | Team Corratec-Selle Italia                        | 25t 24' 18"     |                 |
| 2.              | Green Project-Bardiani CSF-Faizanè                | + 0"            |                 |
| 3.              | HRE Mazowsze Serce Polski                         | + 0"            |                 |
| 4.              | Bolton Equities Black Spoke Pro Cycling           | + 0"            |                 |
| 5.              | Burgos-BH                                         | + 0"            |                 |
| 6.              | Hengxiang Cycling Team                            | + 0"            |                 |
| 7.              | Roojai Online Insurance                           | + 0"            |                 |
| 8.              | Lotto Dstny                                       | + 0"            |                 |
| 9.              | À Bloc CT                                         | + 0"            |                 |
| 10.             | Pingtan International Tourism Island Cycling Team | + 0"            |                 |

## Hold og ryttere
| UCI ProTeams (6)- Bolton Equities Black Spoke Pro Cycling - Burgos-BH - Green Project-Bardiani CSF-Faizanè - Lotto Dstny - Team Corratec-Selle Italia - Team Novo Nordisk UCI Kontinentalhold (12)- À Bloc CT - Bodywrap LTwoo Cycling Team - China Glory Continental Cycling Team - Giant Cycling Team - Hengxiang Cycling Team - HRE Mazowsze Serce Polski - Li Ning Star - Nusantara Cycling Team - Pingtan International Tourism Island Cycling Team - Roojai Online Insurance - St George Continental Cycling Team - Tianyoude Hotel Cycling Team Landshold (2)- Kina - Thailand |
| |

### Startliste
| Kina CHN | Kina CHN       | Kina CHN  |
| -------- | -------------- | --------- |
| Nr.      | Rytter         | Placering |
| 1        | Teng Geng      | DNF-4     |
| 2        | Yu Tao Shen    | 78.       |
| 3        | Ju Jinyang     | DNF-4     |
| 4        | Lian Shuai     | 100.      |
| 5        | Hu Haijie      | 29.       |
| 6        | Sun Changsheng | 69.       |

| China Glory Continental Cycling Team CGC | China Glory Continental Cycling Team CGC | China Glory Continental Cycling Team CGC |
| ---------------------------------------- | ---------------------------------------- | ---------------------------------------- |
| Nr.                                      | Rytter                                   | Placering                                |
| 11                                       | Liu Jiankun (CHN)                        | 85.                                      |
| 12                                       | Lyu Xianjing (CHN)                       | DNS-3                                    |
| 13                                       | Willie Smit (RSA)                        | 46.                                      |
| 14                                       | James Piccoli (CAN)                      | DNS-3                                    |
| 15                                       | Julien Trarieux (FRA)                    | 32.                                      |
| 16                                       | Lucas De Rossi (FRA)                     | 10.                                      |

| Bolton Equities Black Spoke Pro Cycling BEB | Bolton Equities Black Spoke Pro Cycling BEB | Bolton Equities Black Spoke Pro Cycling BEB |
| ------------------------------------------- | ------------------------------------------- | ------------------------------------------- |
| Nr.                                         | Rytter                                      | Placering                                   |
| 21                                          | Luke Mudgway (NZL)                          | 44.                                         |
| 22                                          | Matthew Bostock (GBR)                       | 5.                                          |
| 23                                          | Bailey O'Donnell (NZL)                      | 59.                                         |
| 24                                          | Mitchel Fitzsimons (NZL)                    | 86.                                         |
| 25                                          | George Jackson (NZL)                        | 1.                                          |
| 26                                          | Ethan Batt (NZL)                            | 91.                                         |

| Burgos-BH BBH | Burgos-BH BBH                | Burgos-BH BBH |
| ------------- | ---------------------------- | ------------- |
| Nr.           | Rytter                       | Placering     |
| 31            | Miguel Ángel Fernández (ESP) | 19.           |
| 32            | Ángel Fuentes (ESP)          | 13.           |
| 33            | Rodrigo Álvarez (ESP)        | 81.           |
| 34            | Sebastián Mora (ESP)         | 33.           |
| 35            | Óscar Pelegrí (ESP)          | 45.           |
| 36            | Felipe Orts (ESP)            | 17.           |

| Green Project-Bardiani CSF-Faizanè BCF | Green Project-Bardiani CSF-Faizanè BCF | Green Project-Bardiani CSF-Faizanè BCF |
| -------------------------------------- | -------------------------------------- | -------------------------------------- |
| Nr.                                    | Rytter                                 | Placering                              |
| 41                                     | Matteo Scalco (ITA)                    | 76.                                    |
| 42                                     | Luca Paletti (ITA)                     | 72.                                    |
| 43                                     | Davide Gabburo (ITA)                   | 38.                                    |
| 44                                     | Lorenzo Conforti (ITA)                 | 8.                                     |
| 45                                     | Manuele Tarozzi (ITA)                  | 89.                                    |
| 46                                     | Enrico Zanoncello (ITA)                | 2.                                     |

| Lotto Dstny LTD | Lotto Dstny LTD           | Lotto Dstny LTD |
| --------------- | ------------------------- | --------------- |
| Nr.             | Rytter                    | Placering       |
| 51              | Johannes Adamietz (GER)   | 52.             |
| 52              | Michael Schwarzmann (GER) | 14.             |
| 53              | Liam Slock (BEL)          | 12.             |
| 54              | Jarne Van De Paar (BEL)   | 3.              |
| 55              | Milan Paulus (BEL)        | 31.             |
| 56              | Cameron Rogers (AUS)      | 87.             |

| Team Corratec-Selle Italia COR | Team Corratec-Selle Italia COR | Team Corratec-Selle Italia COR |
| ------------------------------ | ------------------------------ | ------------------------------ |
| Nr.                            | Rytter                         | Placering                      |
| 61                             | Alessandro Iacchi (ITA)        | 63.                            |
| 62                             | Attilio Viviani (ITA)          | 18.                            |
| 63                             | Samuele Zambelli (ITA)         | 61.                            |
| 64                             | Giulio Masotto (ITA)           | 90.                            |
| 65                             | Alexander Konysjev (ITA)       | 28.                            |
| 66                             | Nicolas Dalla Valle (ITA)      | 22.                            |

| Team Novo Nordisk TNN | Team Novo Nordisk TNN   | Team Novo Nordisk TNN |
| --------------------- | ----------------------- | --------------------- |
| Nr.                   | Rytter                  | Placering             |
| 71                    | Lucas Dauge (FRA)       | 64.                   |
| 72                    | Gerd de Keijzer (NED)   | 68.                   |
| 73                    | Joonas Henttala (FIN)   | 74.                   |
| 74                    | Declan Irvine (AUS)     | 26.                   |
| 75                    | Umberto Poli (ITA)      | 41.                   |
| 76                    | Quinten De Graeve (BEL) | 56.                   |

| À Bloc CT ABC | À Bloc CT ABC         | À Bloc CT ABC |
| ------------- | --------------------- | ------------- |
| Nr.           | Rytter                | Placering     |
| 81            | Jelle Johannink (NED) | 58.           |
| 82            | Mārtiņš Pluto (LAT)   | 36.           |
| 83            | Nils Sinschek (NED)   | 60.           |
| 84            | Luke Verburg (NED)    | DNS-2         |
| 85            | Stijn Appel (NED)     | 70.           |
| 86            | Jesper Rasch (NED)    | 7.            |

| Bodywrap LTwoo Cycling Team BDR | Bodywrap LTwoo Cycling Team BDR | Bodywrap LTwoo Cycling Team BDR |
| ------------------------------- | ------------------------------- | ------------------------------- |
| Nr.                             | Rytter                          | Placering                       |
| 91                              | Wang Kuicheng (CHN)             | 55.                             |
| 92                              | Niu Gaoshang (CHN)              | 39.                             |
| 93                              | Liu Mingzhe (CHN)               | 97.                             |
| 94                              | Fu Zhèngháo (CHN)               | 99.                             |
| 95                              | Ma Hongao (CHN)                 | 54.                             |
| 96                              | Wang Mengjie (CHN)              | 104.                            |

| Li Ning Star LNS | Li Ning Star LNS     | Li Ning Star LNS |
| ---------------- | -------------------- | ---------------- |
| Nr.              | Rytter               | Placering        |
| 101              | Zhi Hui Jiang (CHN)  | 21.              |
| 102              | Alexei Shnyrko       | 80.              |
| 103              | Li Luhao (CHN)       | 57.              |
| 104              | Vasili Byaliauski    | 96.              |
| 105              | Bai Lijun (CHN)      | 75.              |
| 106              | Periklis Ilias (GRE) | 77.              |

| Nusantara Cycling Team NCT | Nusantara Cycling Team NCT | Nusantara Cycling Team NCT |
| -------------------------- | -------------------------- | -------------------------- |
| Nr.                        | Rytter                     | Placering                  |
| 111                        | Muhammad Ridwan (INA)      | 106.                       |
| 112                        | Imam Arifin (INA)          | 94.                        |
| 113                        | Nur Prasetyo Firdaus (INA) | 71.                        |
| 114                        | Abdul Gani (INA)           | 27.                        |
| 115                        | Óscar Pachón (COL)         | 42.                        |

| St George Continental Cycling Team STG | St George Continental Cycling Team STG | St George Continental Cycling Team STG |
| -------------------------------------- | -------------------------------------- | -------------------------------------- |
| Nr.                                    | Rytter                                 | Placering                              |
| 121                                    | William Cooper (AUS)                   | 84.                                    |
| 122                                    | Riley Fleming (AUS)                    | 95.                                    |
| 123                                    | Matthew Rice (AUS)                     | DNF-4                                  |
| 124                                    | Dylan Sunderland (AUS)                 | 15.                                    |
| 125                                    | Connor Sens (AUS)                      | 83.                                    |
| 126                                    | Jackson Medway (AUS)                   | 66.                                    |

| Tianyoude Hotel Cycling Team TYD | Tianyoude Hotel Cycling Team TYD | Tianyoude Hotel Cycling Team TYD |
| -------------------------------- | -------------------------------- | -------------------------------- |
| Nr.                              | Rytter                           | Placering                        |
| 131                              | Jiancai Wang (CHN)               | DNF-4                            |
| 132                              | Li Zisen (CHN)                   | 40.                              |
| 133                              | Jonathan Monsalve (VEN)          | 82.                              |
| 134                              | Guo Shourong (CHN)               | 105.                             |
| 135                              | Yeisson Quetama (COL)            | HD-1                             |
| 136                              | Hu Li (CHN)                      | DNF-2                            |

| Roojai Online Insurance ROI | Roojai Online Insurance ROI  | Roojai Online Insurance ROI |
| --------------------------- | ---------------------------- | --------------------------- |
| Nr.                         | Rytter                       | Placering                   |
| 141                         | Tegshbayar Batsaikhan (MGL)  | 48.                         |
| 142                         | Lucas Carstensen (GER)       | 6.                          |
| 143                         | Muhammadhanafee Kueji (THA)  | DQ-3                        |
| 144                         | Arttasorn Pansaard (THA)     | 35.                         |
| 145                         | Polychrónis Tzortzákis (GRE) | 9.                          |
| 146                         | Konstantin Fast              | 98.                         |

| HRE Mazowsze Serce Polski MSP | HRE Mazowsze Serce Polski MSP | HRE Mazowsze Serce Polski MSP |
| ----------------------------- | ----------------------------- | ----------------------------- |
| Nr.                           | Rytter                        | Placering                     |
| 151                           | Adrian Banaszek (POL)         | DNF-1                         |
| 152                           | Marcin Budziński (POL)        | 49.                           |
| 153                           | Tomasz Budziński (POL)        | 49.                           |
| 154                           | Jakub Kaczmarek (POL)         | 25.                           |
| 155                           | Norbert Banaszek (POL)        | 4.                            |
| 156                           | Tobiasz Pawlak (POL)          | 11.                           |

| Pingtan International Tourism Island Cycling Team PIT | Pingtan International Tourism Island Cycling Team PIT | Pingtan International Tourism Island Cycling Team PIT |
| ----------------------------------------------------- | ----------------------------------------------------- | ----------------------------------------------------- |
| Nr.                                                   | Rytter                                                | Placering                                             |
| 161                                                   | Roman Majkin                                          | 23.                                                   |
| 162                                                   | Li Honghai (CHN)                                      | 88.                                                   |
| 163                                                   | Chen Yixin (CHN)                                      | 92.                                                   |
| 164                                                   | Yu Yuanfeng (CHN)                                     | 37.                                                   |
| 165                                                   | Li Tiancheng (CHN)                                    | 93.                                                   |
| 166                                                   | Li Shuai (CHN)                                        | 34.                                                   |

| Giant Cycling Team MSS | Giant Cycling Team MSS | Giant Cycling Team MSS |
| ---------------------- | ---------------------- | ---------------------- |
| Nr.                    | Rytter                 | Placering              |
| 171                    | Deng Penghai (CHN)     | 67.                    |
| 173                    | Huang Junlei (CHN)     | 102.                   |
| 174                    | Lin Chuanyang (CHN)    | 101.                   |
| 176                    | Wang Zichen (CHN)      | 103.                   |

| Hengxiang Cycling Team HEN | Hengxiang Cycling Team HEN | Hengxiang Cycling Team HEN |
| -------------------------- | -------------------------- | -------------------------- |
| Nr.                        | Rytter                     | Placering                  |
| 181                        | Gao Yongbing (CHN)         | 73.                        |
| 182                        | Hou Dongyi (CHN)           | 30.                        |
| 183                        | Binyan Ma (CHN)            | 62.                        |
| 184                        | Andris Vosekalns (LAT)     | 53.                        |
| 185                        | Cristian Raileanu (ROU)    | 16.                        |
| 186                        | Māris Bogdanovičs (LAT)    | 20.                        |

| Thailand THA | Thailand THA             | Thailand THA |
| ------------ | ------------------------ | ------------ |
| Nr.          | Rytter                   | Placering    |
| 191          | Nawuti Liphongyu         | 79.          |
| 192          | Noppachai Klahan         | 47.          |
| 193          | Peerapol Chawchiangkwang | 65.          |
| 194          | Ratchanon Yaowarat       | 51.          |
| 195          | Sarawut Sirironnachai    | 24.          |
| 196          | Thanakhan Chaiyasombat   | 50.          |

| Kina CHN | Kina CHN       | Kina CHN  |
| -------- | -------------- | --------- |
| Nr.      | Rytter         | Placering |
| 1        | Teng Geng      | DNF-4     |
| 2        | Yu Tao Shen    | 78.       |
| 3        | Ju Jinyang     | DNF-4     |
| 4        | Lian Shuai     | 100.      |
| 5        | Hu Haijie      | 29.       |
| 6        | Sun Changsheng | 69.       |

| China Glory Continental Cycling Team CGC | China Glory Continental Cycling Team CGC | China Glory Continental Cycling Team CGC |
| ---------------------------------------- | ---------------------------------------- | ---------------------------------------- |
| Nr.                                      | Rytter                                   | Placering                                |
| 11                                       | Liu Jiankun (CHN)                        | 85.                                      |
| 12                                       | Lyu Xianjing (CHN)                       | DNS-3                                    |
| 13                                       | Willie Smit (RSA)                        | 46.                                      |
| 14                                       | James Piccoli (CAN)                      | DNS-3                                    |
| 15                                       | Julien Trarieux (FRA)                    | 32.                                      |
| 16                                       | Lucas De Rossi (FRA)                     | 10.                                      |

| Bolton Equities Black Spoke Pro Cycling BEB | Bolton Equities Black Spoke Pro Cycling BEB | Bolton Equities Black Spoke Pro Cycling BEB |
| ------------------------------------------- | ------------------------------------------- | ------------------------------------------- |
| Nr.                                         | Rytter                                      | Placering                                   |
| 21                                          | Luke Mudgway (NZL)                          | 44.                                         |
| 22                                          | Matthew Bostock (GBR)                       | 5.                                          |
| 23                                          | Bailey O'Donnell (NZL)                      | 59.                                         |
| 24                                          | Mitchel Fitzsimons (NZL)                    | 86.                                         |
| 25                                          | George Jackson (NZL)                        | 1.                                          |
| 26                                          | Ethan Batt (NZL)                            | 91.                                         |

| Burgos-BH BBH | Burgos-BH BBH                | Burgos-BH BBH |
| ------------- | ---------------------------- | ------------- |
| Nr.           | Rytter                       | Placering     |
| 31            | Miguel Ángel Fernández (ESP) | 19.           |
| 32            | Ángel Fuentes (ESP)          | 13.           |
| 33            | Rodrigo Álvarez (ESP)        | 81.           |
| 34            | Sebastián Mora (ESP)         | 33.           |
| 35            | Óscar Pelegrí (ESP)          | 45.           |
| 36            | Felipe Orts (ESP)            | 17.           |

| Green Project-Bardiani CSF-Faizanè BCF | Green Project-Bardiani CSF-Faizanè BCF | Green Project-Bardiani CSF-Faizanè BCF |
| -------------------------------------- | -------------------------------------- | -------------------------------------- |
| Nr.                                    | Rytter                                 | Placering                              |
| 41                                     | Matteo Scalco (ITA)                    | 76.                                    |
| 42                                     | Luca Paletti (ITA)                     | 72.                                    |
| 43                                     | Davide Gabburo (ITA)                   | 38.                                    |
| 44                                     | Lorenzo Conforti (ITA)                 | 8.                                     |
| 45                                     | Manuele Tarozzi (ITA)                  | 89.                                    |
| 46                                     | Enrico Zanoncello (ITA)                | 2.                                     |

| Lotto Dstny LTD | Lotto Dstny LTD           | Lotto Dstny LTD |
| --------------- | ------------------------- | --------------- |
| Nr.             | Rytter                    | Placering       |
| 51              | Johannes Adamietz (GER)   | 52.             |
| 52              | Michael Schwarzmann (GER) | 14.             |
| 53              | Liam Slock (BEL)          | 12.             |
| 54              | Jarne Van De Paar (BEL)   | 3.              |
| 55              | Milan Paulus (BEL)        | 31.             |
| 56              | Cameron Rogers (AUS)      | 87.             |

| Team Corratec-Selle Italia COR | Team Corratec-Selle Italia COR | Team Corratec-Selle Italia COR |
| ------------------------------ | ------------------------------ | ------------------------------ |
| Nr.                            | Rytter                         | Placering                      |
| 61                             | Alessandro Iacchi (ITA)        | 63.                            |
| 62                             | Attilio Viviani (ITA)          | 18.                            |
| 63                             | Samuele Zambelli (ITA)         | 61.                            |
| 64                             | Giulio Masotto (ITA)           | 90.                            |
| 65                             | Alexander Konysjev (ITA)       | 28.                            |
| 66                             | Nicolas Dalla Valle (ITA)      | 22.                            |

| Team Novo Nordisk TNN | Team Novo Nordisk TNN   | Team Novo Nordisk TNN |
| --------------------- | ----------------------- | --------------------- |
| Nr.                   | Rytter                  | Placering             |
| 71                    | Lucas Dauge (FRA)       | 64.                   |
| 72                    | Gerd de Keijzer (NED)   | 68.                   |
| 73                    | Joonas Henttala (FIN)   | 74.                   |
| 74                    | Declan Irvine (AUS)     | 26.                   |
| 75                    | Umberto Poli (ITA)      | 41.                   |
| 76                    | Quinten De Graeve (BEL) | 56.                   |

| À Bloc CT ABC | À Bloc CT ABC         | À Bloc CT ABC |
| ------------- | --------------------- | ------------- |
| Nr.           | Rytter                | Placering     |
| 81            | Jelle Johannink (NED) | 58.           |
| 82            | Mārtiņš Pluto (LAT)   | 36.           |
| 83            | Nils Sinschek (NED)   | 60.           |
| 84            | Luke Verburg (NED)    | DNS-2         |
| 85            | Stijn Appel (NED)     | 70.           |
| 86            | Jesper Rasch (NED)    | 7.            |

| Bodywrap LTwoo Cycling Team BDR | Bodywrap LTwoo Cycling Team BDR | Bodywrap LTwoo Cycling Team BDR |
| ------------------------------- | ------------------------------- | ------------------------------- |
| Nr.                             | Rytter                          | Placering                       |
| 91                              | Wang Kuicheng (CHN)             | 55.                             |
| 92                              | Niu Gaoshang (CHN)              | 39.                             |
| 93                              | Liu Mingzhe (CHN)               | 97.                             |
| 94                              | Fu Zhèngháo (CHN)               | 99.                             |
| 95                              | Ma Hongao (CHN)                 | 54.                             |
| 96                              | Wang Mengjie (CHN)              | 104.                            |

| Li Ning Star LNS | Li Ning Star LNS     | Li Ning Star LNS |
| ---------------- | -------------------- | ---------------- |
| Nr.              | Rytter               | Placering        |
| 101              | Zhi Hui Jiang (CHN)  | 21.              |
| 102              | Alexei Shnyrko       | 80.              |
| 103              | Li Luhao (CHN)       | 57.              |
| 104              | Vasili Byaliauski    | 96.              |
| 105              | Bai Lijun (CHN)      | 75.              |
| 106              | Periklis Ilias (GRE) | 77.              |

| Nusantara Cycling Team NCT | Nusantara Cycling Team NCT | Nusantara Cycling Team NCT |
| -------------------------- | -------------------------- | -------------------------- |
| Nr.                        | Rytter                     | Placering                  |
| 111                        | Muhammad Ridwan (INA)      | 106.                       |
| 112                        | Imam Arifin (INA)          | 94.                        |
| 113                        | Nur Prasetyo Firdaus (INA) | 71.                        |
| 114                        | Abdul Gani (INA)           | 27.                        |
| 115                        | Óscar Pachón (COL)         | 42.                        |

| St George Continental Cycling Team STG | St George Continental Cycling Team STG | St George Continental Cycling Team STG |
| -------------------------------------- | -------------------------------------- | -------------------------------------- |
| Nr.                                    | Rytter                                 | Placering                              |
| 121                                    | William Cooper (AUS)                   | 84.                                    |
| 122                                    | Riley Fleming (AUS)                    | 95.                                    |
| 123                                    | Matthew Rice (AUS)                     | DNF-4                                  |
| 124                                    | Dylan Sunderland (AUS)                 | 15.                                    |
| 125                                    | Connor Sens (AUS)                      | 83.                                    |
| 126                                    | Jackson Medway (AUS)                   | 66.                                    |

| Tianyoude Hotel Cycling Team TYD | Tianyoude Hotel Cycling Team TYD | Tianyoude Hotel Cycling Team TYD |
| -------------------------------- | -------------------------------- | -------------------------------- |
| Nr.                              | Rytter                           | Placering                        |
| 131                              | Jiancai Wang (CHN)               | DNF-4                            |
| 132                              | Li Zisen (CHN)                   | 40.                              |
| 133                              | Jonathan Monsalve (VEN)          | 82.                              |
| 134                              | Guo Shourong (CHN)               | 105.                             |
| 135                              | Yeisson Quetama (COL)            | HD-1                             |
| 136                              | Hu Li (CHN)                      | DNF-2                            |

| Roojai Online Insurance ROI | Roojai Online Insurance ROI  | Roojai Online Insurance ROI |
| --------------------------- | ---------------------------- | --------------------------- |
| Nr.                         | Rytter                       | Placering                   |
| 141                         | Tegshbayar Batsaikhan (MGL)  | 48.                         |
| 142                         | Lucas Carstensen (GER)       | 6.                          |
| 143                         | Muhammadhanafee Kueji (THA)  | DQ-3                        |
| 144                         | Arttasorn Pansaard (THA)     | 35.                         |
| 145                         | Polychrónis Tzortzákis (GRE) | 9.                          |
| 146                         | Konstantin Fast              | 98.                         |

| HRE Mazowsze Serce Polski MSP | HRE Mazowsze Serce Polski MSP | HRE Mazowsze Serce Polski MSP |
| ----------------------------- | ----------------------------- | ----------------------------- |
| Nr.                           | Rytter                        | Placering                     |
| 151                           | Adrian Banaszek (POL)         | DNF-1                         |
| 152                           | Marcin Budziński (POL)        | 49.                           |
| 153                           | Tomasz Budziński (POL)        | 49.                           |
| 154                           | Jakub Kaczmarek (POL)         | 25.                           |
| 155                           | Norbert Banaszek (POL)        | 4.                            |
| 156                           | Tobiasz Pawlak (POL)          | 11.                           |

| Pingtan International Tourism Island Cycling Team PIT | Pingtan International Tourism Island Cycling Team PIT | Pingtan International Tourism Island Cycling Team PIT |
| ----------------------------------------------------- | ----------------------------------------------------- | ----------------------------------------------------- |
| Nr.                                                   | Rytter                                                | Placering                                             |
| 161                                                   | Roman Majkin                                          | 23.                                                   |
| 162                                                   | Li Honghai (CHN)                                      | 88.                                                   |
| 163                                                   | Chen Yixin (CHN)                                      | 92.                                                   |
| 164                                                   | Yu Yuanfeng (CHN)                                     | 37.                                                   |
| 165                                                   | Li Tiancheng (CHN)                                    | 93.                                                   |
| 166                                                   | Li Shuai (CHN)                                        | 34.                                                   |

| Giant Cycling Team MSS | Giant Cycling Team MSS | Giant Cycling Team MSS |
| ---------------------- | ---------------------- | ---------------------- |
| Nr.                    | Rytter                 | Placering              |
| 171                    | Deng Penghai (CHN)     | 67.                    |
| 173                    | Huang Junlei (CHN)     | 102.                   |
| 174                    | Lin Chuanyang (CHN)    | 101.                   |
| 176                    | Wang Zichen (CHN)      | 103.                   |

| Hengxiang Cycling Team HEN | Hengxiang Cycling Team HEN | Hengxiang Cycling Team HEN |
| -------------------------- | -------------------------- | -------------------------- |
| Nr.                        | Rytter                     | Placering                  |
| 181                        | Gao Yongbing (CHN)         | 73.                        |
| 182                        | Hou Dongyi (CHN)           | 30.                        |
| 183                        | Binyan Ma (CHN)            | 62.                        |
| 184                        | Andris Vosekalns (LAT)     | 53.                        |
| 185                        | Cristian Raileanu (ROU)    | 16.                        |
| 186                        | Māris Bogdanovičs (LAT)    | 20.                        |

| Thailand THA | Thailand THA             | Thailand THA |
| ------------ | ------------------------ | ------------ |
| Nr.          | Rytter                   | Placering    |
| 191          | Nawuti Liphongyu         | 79.          |
| 192          | Noppachai Klahan         | 47.          |
| 193          | Peerapol Chawchiangkwang | 65.          |
| 194          | Ratchanon Yaowarat       | 51.          |
| 195          | Sarawut Sirironnachai    | 24.          |
| 196          | Thanakhan Chaiyasombat   | 50.          |